# Sible Hedingham
Sible Hedingham est un village et une paroisse civile de l'Essex, en Angleterre.